# Massacre de Múnic
La Massacre de Múnic o Operació Ikrit i Biraam són uns fets ocorreguts durant la celebració dels Jocs Olímpics d'Estiu 1972 de Múnic (Baviera, RFA) el dia 5 de setembre de 1972, quan 11 membres de l'equip de lluita d'Israel van ser presos com a ostatges per militants palestins pertanyents a l'organització Setembre Negre. Un intent fallit d'alliberament va acabar amb la mort de tots els atletes, cinc palestins i un policia.

## L'assalt

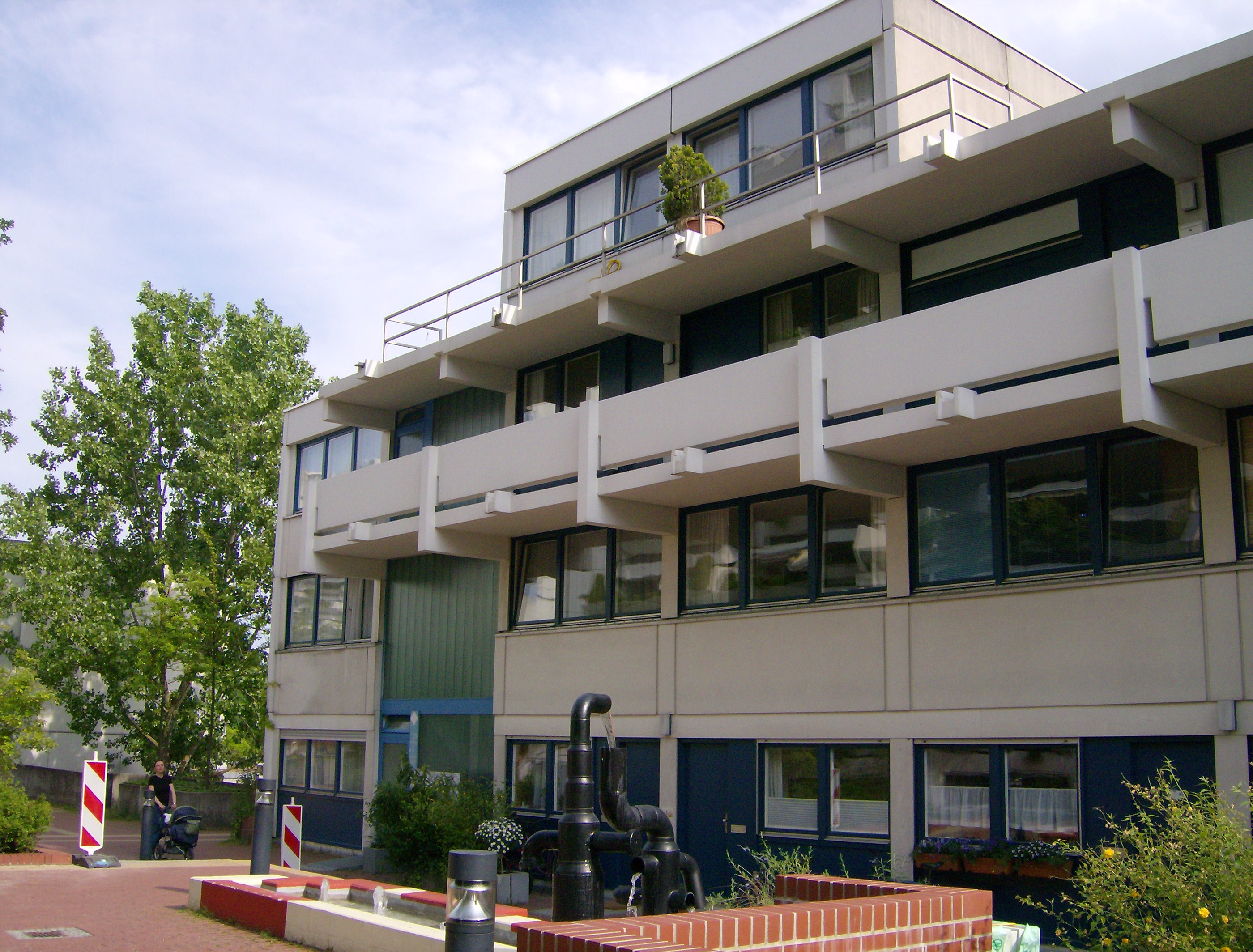
El lloc de la massacre.

El 4 de setembre, els atletes israelians havien gaudit d'una sortida nocturna per la ciutat, abans de tornar a la vila olímpica. Als volts de les 4:40 del dia 5, mentre els esportistes dormien, vuit membres del grup armat palestí Setembre Negre, vestits amb xandall i portant pistoles i granades en bosses d'esport, escalaven la tanca de dos metres d'alçada que envoltava el complex.
L'entrenador de l'equip de lluita, Moshé Weinberg, de 33 anys, va sentir un soroll darrere la porta del primer apartament i, observant que algú obria lleugerament la porta, s'hi va abraonar, al mateix temps que cridava "Nois, escapeu!", mentre intentava tancar-la forcejant amb els assaltants. Aprofitant el desconcert i la confusió, nou atletes van poder escapar i altres vuit van aconseguir amagar-se. El lluitador Joseph Romano, que en aquell moment tornava de menjar en un restaurant, va agafar l'arma a un dels guerrillers, però va resultar mort per un tret. Així mateix, Moshé Weinberg, va ser assassinat quan va intentar atacar un dels assaltants amb un ganivet de fruita.
Després de la mort d'aquest, els guerrillers van prendre com a ostatges nou integrants de l'equip: David Berger, Ze'ev Friedman, Joseph Gottfreund, Eliezer Halfin, Andrei Schpitzer, Amitsur Shapira, Kahat Shorr, Mark Slavin i Yaakov Springer.

## Les demandes de Setembre Negre
Els segrestadors eren fedains palestins dels camps de refugiats del Líban, Síria i Jordània. Van ser identificats com Luttif Afif (àlies "Issa"), el cap del grup - tres dels seus germans eren també membres de setembre Negre, dos d'ells en presons israelianes), Yusuf Nazzal ("Tony"), i els joves membres Afif Ahmed Hamid ("Paolo"), Khalid Jawad ("Salah"), Ahmed Chic Thaa ("Abu Halla"), Mohammed Safady ("Badran"), Adnan Al-Gashey ("Denawi"), i el seu cosí Jamal Al-Gashey ("Samir").
El grup exigia l'alliberament i posterior trasllat a Egipte de 234 palestins confinats en presons israelianes així com el dels presoners Andreas Baader i Ulrike Meinhof, membres fundadors de l'organització armada alemanya Fracció de l'Exèrcit Roig i que complien condemna a Alemanya. Tanmateix, la resposta d'Israel va ser immediata i contundent: no hi hauria negociació.
S'ha dit que les autoritats alemanyes, sota la direcció del canceller Willy Brandt i el ministre de l'Interior Hans-dietrich Genscher van rebutjar l'oferiment per part d'Israel d'enviar un grup de forces especials del seu país. Per contra, el ministre d'interior bavarès, Bruno Merk, va negar que mai hagués existit l'oferiment israelià.
Sigui com sigui, però, el que sembla clar és que la policia alemanya que va prendre part en l'operació, no comptava amb l'entrenament especialitzat necessari per fer front a una operació de rescat d'ostatges.

## Rescat fallit
El termini per a l'execució dels esportistes va passar de tres a cinc hores, després de les converses dutes a terme per les autoritats germàniques. El cap de policia alemany, Manfred Schreiber, i Ahmet Touni, que encapçalava la delegació olímpica egípcia, van negociar directament amb els segrestadors oferint-los una il·limitada quantitat de diners. Els ambaixadors de Tunísia i Líbia a Alemanya també van intentar ajudar mirant de guanyar concessions dels segrestadors, per bé que va ser inútil.
Finalment, els segrestadors van exigir un transport per al Caire. Les autoritats van fingir arribar a un acord i, a les 22:10, dos helicòpters van transportar els assaltants i els seus ostatges a una base aèria en penombra pròxima a Fürstenfeldbruck, on un avió Boeing 727 de la companyia alemanya Lufthansa els estava esperant. Els segrestadors van creure que eren a Riem, el principal aeroport de Múnic fins al 1992 (any en què fou clausurat). Les autoritats havien planejat un assalt sobre ells en l'aeròdrom.
Cinc franctiradors alemanys van ser seleccionats per a disparar als segrestadors. Cap tenia una preparació especial en aquest tipus d'accions i van ser triats perquè practicaven el tir de forma competitiva els caps de setmana (posteriorment un d'ells reconeixeria que no es considerava un tirador d'elit). En els setanta-cinc minuts que passarien abans del fatal desenllaç, les autoritats policials alemanyes van sol·licitar tardanament tanquetes, les quals van trigar a arribar uns trenta minuts a causa del dens trànsit.
Els helicòpters van aterrar a l'aeroport a les 22:30. A les 23:03, dos palestins van baixar dels aparells, van caminar cap a l'avió i van tornar. A continuació, uns altres dos van baixar empenyent dos dels ostatges que duien les mans lligades a l'esquena. Veient que l'avió estava buit i sabent-se enganyats, els guerrillers van tornar precipitadament cap als helicòpters. En aquest precís instant, es va il·luminar l'aeroport amb bengales i focus i les autoritats alemanyes van donar l'ordre d'obrir foc.
Els cinc franctiradors no disposaven de ràdios per tal de coordinar el seu foc, i no tenien rifles de precisió ni teleobjectius o dispositius de visió nocturna. En el caos que va sobrevindre, dos segrestadors que estaven prop d'un dels pilots van ser eliminats. Altres tres membres del grup es van parapetar darrere dels helicòpters, fora de l'abast de les llums, i van començar a disparar. Un dels policies, que estava a la torre de control, va morir en rebre l'impacte d'una de les bales. Els pilots de l'helicòpter van aconseguir escapar, però no els ostatges, que romanien lligats -braços enlaire- al sostre a l'interior de l'aparell.
A mitjanit, es va exigir als segrestadors que es rendissin. Quatre minuts més tard, un dels militants va saltar del primer helicòpter llançant una granada al seu interior, que va explotar amb quatre atletes israelians i un pilot en el seu interior. Abans que el foc de la primera explosió no arribés al dipòsit de gasolina del segon helicòpter, Luttif Afif i un altre segrestador van sortir de l'aparell i van començar a disparar contra la policia. Aquesta va respondre als trets, abatent ambdós activistes. Els ostatges del segon helicòpter van morir durant el tiroteig (posteriorment es va assenyalar que havien estat metrallats per un tercer assaltant). Els tres militants restants van ser capturats.

## L'impacte en els Jocs
La competició olímpica es va suspendre durant el 5 de setembre, malgrat que diferents personalitats van demanar-ne la seva suspensió. El president del Comitè Olímpic Internacional (COI), Avery Brundage, i altres membres del COI van decidir que els guerrillers palestins no podien condicionar la celebració dels jocs. L'endemà es va celebrar a l'estadi olímpic un memorial pels morts al qual van assistir-hi 80.000 espectadors i 3.000 atletes. Com a mostra de dol, durant l'acte la bandera olímpica es va hissar a mitja asta junt amb la majoria de banderes dels estats participants en els jocs, a excepció dels països àrabs, els quals van exigir que les seves ensenyes onegessin a la part alta del pal.
El 6 de setembre l'equip olímpic israelià va anunciar que abandonava Múnic. Tots els esportistes jueus es posaren en estat d'alerta. Mark Spitz, l'estrella de natació americana que ja havia completat les seves competicions, abandonà Múnic durant la crisi per por que, com a jueu prominent, pogués ser un objectiu de segrest. L'equip egipci deixava els jocs el 7 de setembre, davant el temor de possibles represàlies. Els equips filipí i algerià deixaren igualment els Jocs, com també ho feren alguns membres dels equips holandès i noruec.

## Les conseqüències

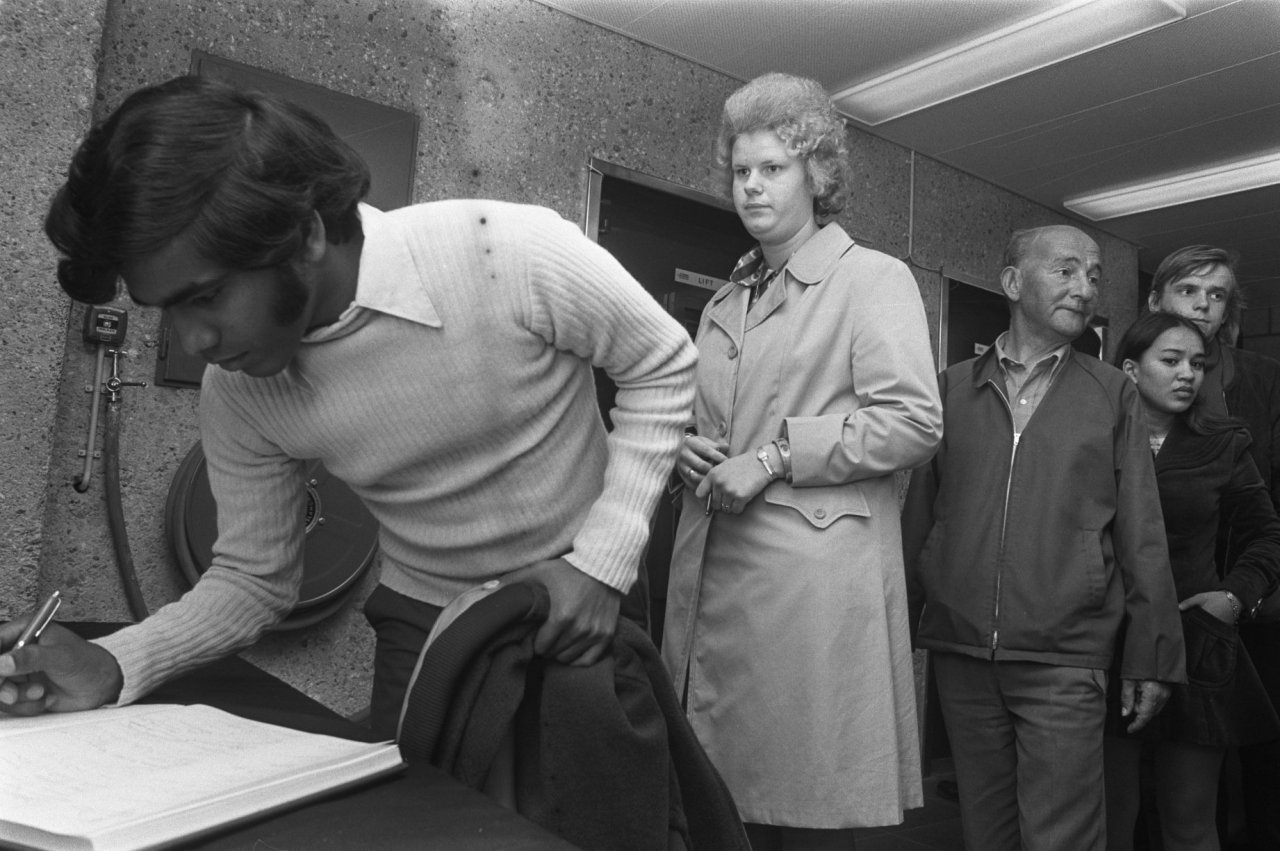
Llibre de condolences a l'ambaixada d'Israel.

Ja el mateix dia 5 de setembre, la llavors primera ministra d'Israel, Golda Meïr instava la resta de nacions a reprovar el bàrbar acte criminal. L'atac va ser àmpliament condemnat per tot el món, inclosos significats personatges del món àrab com el rei Hussein I de Jordània.
Les autoritats alemanyes van empresonar els tres activistes supervivents i van crear la unitat antiterrorista GSG 9 per a donar una resposta contundent a futures accions de rescat d'ostatges.
El 9 de setembre, la força aèria israeliana va bombardejar com a resposta les bases de l'Organització per a l'Alliberament de Palestina (OAP) a Síria i el Líban, atac que va ser reprovat pel Consell de Seguretat de l'ONU. Així mateix, va ser rebutjada una resolució de les Nacions Unides de condemna pels fets de Múnic, emparada pels Estats Units.
El 29 d'octubre, els segrestadors d'un avió de Lufthansa van exigir l'alliberament dels tres supervivents de Setembre Negre presos després del tiroteig de Fürstenfeldbruck i que estaven en espera de judici. Mohammed Safady i els cosins Adnan i Jamal Al-Gashey van ser immediatament alliberats per Alemanya, rebent una tumultuosa benvinguda quan aterraren a Líbia
Els fets ocorreguts a Múnic comportarien una espiral de violència per part d'Israel amb l'objectiu d'assassinar als suposats responsables de l'acció. Després de l'atac a la vila olímpica i del posterior alliberament dels tres activistes de Setembre Negre, Golda Meïr i el Comitè de Defensa Israeliana van donar ordes secretes al Mossad d'emprendre una operació per tal d'eliminar els onze homes de Setembre Negre i els del Front Popular per a l'Alliberament de Palestina. Amb aquest objectiu, el servei secret israelià va crear una unitat encoberta que seria ajudada per cèl·lules d'informació israeliana instal·lades a Europa. Aquesta missió es coneixeria més tard com a operació Còlera de Déu (en hebreu: מבצע זעם האל, Mivtzah Zaam Ha'el) o també "Operació Baioneta", que es va traduir en diverses accions armades contra els presumptes responsables de la massacre de Múnic, i també contra alguns dirigents de l'OAP, acusats per Israel d'estar-hi també involucrats.

### Còlera de DéuiPrimavera de Joventut
Gràcies a la informació capturada a l'OAP i la facilitada pels serveis d'intel·ligència europeus aliats, el Mossad va elaborar una llista d'objectius encapçalada per Wael 'Aadel Zwaiter, a qui acusà de pertànyer a Setembre Negre i representant de l'OAP a Itàlia, qui seria assassinat el 16 d'octubre. La mort de Zwaiter va venir seguida d'atemptats per mitjà de cartes bomba, que no van causar víctimes mortals, contra representants de l'OAP a Algèria i Líbia, contra palestins a Bonn (Alemanya) i Copenhaguen (Dinamarca), i contra un representant de la Creu Roja a Estocolm (Suècia).
El 8 de desembre, el representant de l'OAP a París (França), Mohammad Hamshiri va ser assassinat per mitjà d'una bomba activada per control remot que estava instal·lada sota del seu escriptori. En els tres mesos següents, quatre integrants de l'OAP i la FPAP van ser igualment assassinats a Xipre, Grècia i París.
El 9 d'abril de 1973, Israel llança l'operació Primavera de Joventut a Beirut, (Líban). Els objectius eren Mohammad Yusuf al-Najjar (Abu Yusuf), Kamal Adwan i Kamal Nasser, tots ells importants dirigents de l'OAP. Un grup d'escamots israelians va desembarcar en una deserta platja del Líban, dirigint-se posteriorment a Beirut, on van posar fi a la vida dels tres palestins, quatre civils libanesos, tres turistes sirians, un italià i deixant 29 persones més ferides. A continuació, van fer explotar el quarter general de l'FPAP en la ciutat i una fàbrica d'explosius de Fatah.
El 28 de juny de 1973, l'algerià Mohammad Boudia, encarregat de les operacions de Setembre Negre a Europa, va ser assassinat per mitjà d'un cotxe bomba a París.
El 21 de juliol de 1973, va tenir lloc el conegut com a assumpte de Lillehammer. Un equip d'agents del Mossad va matar a Lillehammer (Noruega) Ahmed Bouchiki, un cambrer marroquí sense cap relació amb els fets succeïts a Múnic, després que un informador del Mossad el confongués amb Ali Hassan Salameh, militant de Setembre Negre. Cinc agents del servei secret israelià, incloent-hi dues dones, van ser capturats per les autoritats noruegues, jutjats i empresonats. Posteriorment, serien alliberats i expulsats a Israel.
El 22 de gener de 1979, el servei secret israelià localitzà finalment a Beirut Ali Hassan Salameh, que fou assassinat per mitjà d'un cotxe bomba.
De tots aquells que segons la versió del govern israelià van planejar o van executar la matança de Múnic, únicament Mohammed Daoud Oudeh -de qui es diu que va ser l'autèntic cervell que va concebre l'acció- seguix viu i resideix a Amman, (Jordània). El 27 de juliol de 1981, va ser tirotejat en una botiga de Varsòvia (Polònia), però va sobreviure a l'atac.

## Les víctimes de la massacre de Múnic
A continuació s'exposen les disset víctimes mortals de l'incident.

### Israelians
Morts a trets per activistes de Setembre Negre durant l'assalt inicial:
- Moshe Weinberg (entrenador de lluita)
- Yossef Romano (aixecador de pes)

Primerament disparats, i posteriorment fets esclatar per una granada llençada per un membre de Setembre Negre en l'helicòpter D-HAQO (situat a llevant):
- Ze'ev Friedman (aixecador de pes)
- David Berger (aixecador de pes)
- Yakov Springer (jutge d'aixecament de pes)
- Eliezer Halfin (lluitador)

Morts a trets per membres de Setembre Negre en l'helicòpter D-HADU (situat a ponent):
- Yossef Gutfreund (àrbitre de lluita)
- Kehat Shorr (entrenador de tir)
- Mark Slavin (lluitador)
- Andre Spitzer
- Amitzur Shapira

### Policia alemany
- Anton Fliegerbauer

### Activistes
Els cinc activistes de Setembre Negre abatuts durant l'intercanvi de trets amb les autoritats alemanyes són:
- Luttif Afif (conegut com a Issa)
- Yusuf Nazzal (Tony)
- Afif Ahmed Hamid (Paolo)
- Khalid Jawad (Salah)
- Ahmed Chic Thaa (Abu Halla)

## La Massacre de Múnic en la cinematografia
- El 23 de desembre de l'any 2005, es va estrenar als Estats Units Munich, la pel·lícula dirigida pel director d'origen jueu Steven Spielberg. La cinta segueix les accions d'un dels esquadrons de la mort enviats pel govern israelià a Europa, amb l'objectiu d'assassinar els activistes després de l'atac a la Vila Olímpica. Eric Bana i Daniel Craig protagonitzen el film. Es basa íntegrament en la versió israeliana dels fets.
- El 1999, es va presentar el documental Un dia al setembre, dirigit per Kevin Macdonald en el qual, i per mitjà d'entrevistes i material periodístic, es reconstrueixen les 21 hores que va durar l'esdeveniment. En la cinta s'escolta per primera vegada la veu de l'únic fedaí sobrevivent, Jamal Al-Gashey. Un dia al setembre va guanyar el premi Oscar al millor llargmetratge documental en l'edició de l'any 2000.